# Милани, Мино
Мино Милани (итал. Mino Milani, настоящее имя Гильермо Милани; 3 февраля 1928, Павия, Ломбардия, Королевство Италия — 10 февраля 2022, там же) — итальянский писатель и журналист. Известен также под псевдонимами Stelio Martelli, Eugenio Ventura и Piero Selva. Писал в жанрах фантастики, приключений, историко-приключенческом, создавал комиксы.

## Биография
Мино Милани получил образование по искусству, защитив в 1950 году диссертацию о разбоях в Калабрии. После этого он работал в публичной библиотеке в Павии, став впоследствии её директором. В 1953 году начал публиковаться в журнале «Corriere dei Piccoli». С 1964 года полностью стал заниматься литературным творчеством. Он написал множество повестей и рассказов для детей и юношества, работы по искусству, серьёзные романы. По одноимённому роману Милани режиссёр Дино Ризи снял фильм «Призрак любви» с Марчелло Мастроянни и Роми Шнайдер в главных ролях.
В 2011 году он стал почётным гражданином города Медоле за свои работы по истории.
На русском языке в 1992 году был издан сборник фантастико-приключенческих повестей «Пульсирующий камень».